# پیرباوم
پیرباوم (به آلمانی: Pyrbaum) یک شهر در آلمان است که در نویمارکت واقع شده‌است. پیرباوم ۵٬۶۴۵ نفر جمعیت دارد.